# デカブリナ (小惑星)
デカブリナ (2551 Decabrina) は小惑星帯にある小惑星。リュドミーラ・チェルヌイフがクリミア天体物理天文台で発見した。
1825年にロシアで叛乱を起こしたデカブリストに因んで名付けられた。